# 江苏省苏州中学校
31°17′52″N 120°37′07″E / 31.29778°N 120.61861°E
江苏省苏州中学校，又稱江苏省苏州中学，简称苏州中学、苏高中、九中或苏中，是一所位于中华人民共和国江苏省苏州市姑苏区的四星级高中。
该校将自身校史追溯至1035年范仲淹建立的苏州中学前身苏州府学。清代张伯行在府学中设立的紫阳书院是当时全国著名书院、考据学重镇，多位皇帝曾多次到此视察，并赐匾表示嘉奖。晚清废科举设新学，端方在苏州建立新学，并邀请国学大师王国维、罗振玉在此执教。民国时期，国学家章太炎、钱穆先后在此进行国学教育，并成为江南四大名中之一。
中华人民共和国成立后，苏州中学于1953年成为教育部确定的全国首批24所重点中学之一，于1997年成为江苏省首批国家级示范性普通高中；江苏省取消重点中学称号后，苏州中学于2004年成为首批四星级中学。2019年，入选江苏省高品质示范高中建设立项学校。

## 概况
苏州中学位于苏州市姑苏区人民路旁的三元坊，占地90,983平方米，其中建筑面积45,288平方米，绿化面积31,844平方米。
截至2009年初，学校共有51个班级，2,192名学生。同年，学校现有教职工235人，其中专任教师205人。专任教师均至少具有本科学历，其中中学一级教师50人，高级教师有109人。
校园与苏州文庙联为一体。相传此处原为术士为范仲淹选中的风水宝地，其内多出精英。后范仲淹捐办府学，以利百姓。苏州中学由此发端。校园内有道山，山上是千年的五代柏树。山南山北为碧霞池和春雨池。校园原名南园，原是五代时吴越王室钱元璙的花园，易主后长期处于荒芜状态，后宋仁宗景祐二年（公元1035年），范仲淹捐出宅地，奏准皇帝后建造府学。建于1936年的科学楼正对大门，是苏州中学的标志性建筑。1955年，中央财政为首批重点中学拨款建造校舍，苏州中学在此期间建造了西红楼、东红楼、宿舍楼等。教学区环绕着中心地带的道山，位于碧霞池、春雨池两侧，主要包括西紫阳楼、东紫阳楼、东红楼、西红楼。近年来还建造了实验楼、科学楼等。2009年至2012年，政府拨款1.2亿元对苏州中学进行大规模改造，新建国际书院（现为伟长实验部）、艺术中心、量子科学馆、学生宿舍、学生食堂、尊经阁（校史馆），改造完成后苏州中学与苏州文庙合为一体。2012年9月，苏州中学改造工程正式竣工，上述建筑建成并投入使用，并恢复了历史悠久的智德之门、尊经阁。
苏州中学园区校，位于苏州工业园区港田路360号，校内建有苏州德威英国国际学校（一所英国著名中学的苏州校区）。

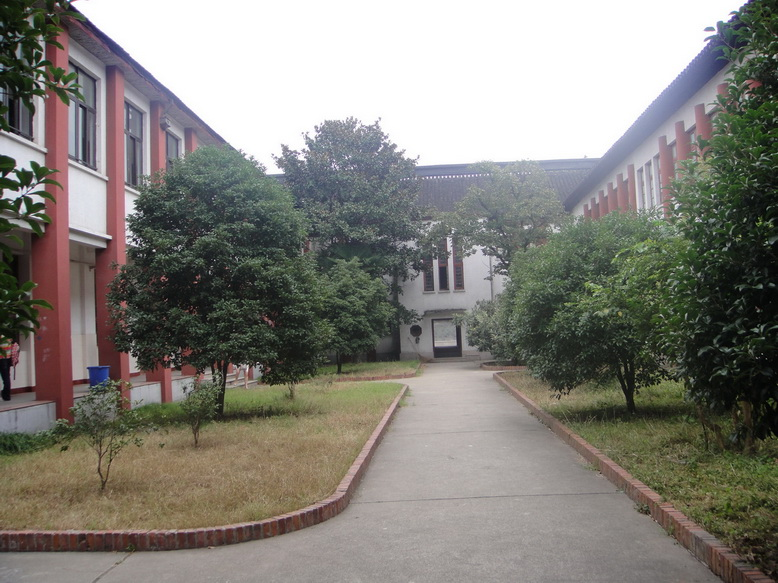
科学楼
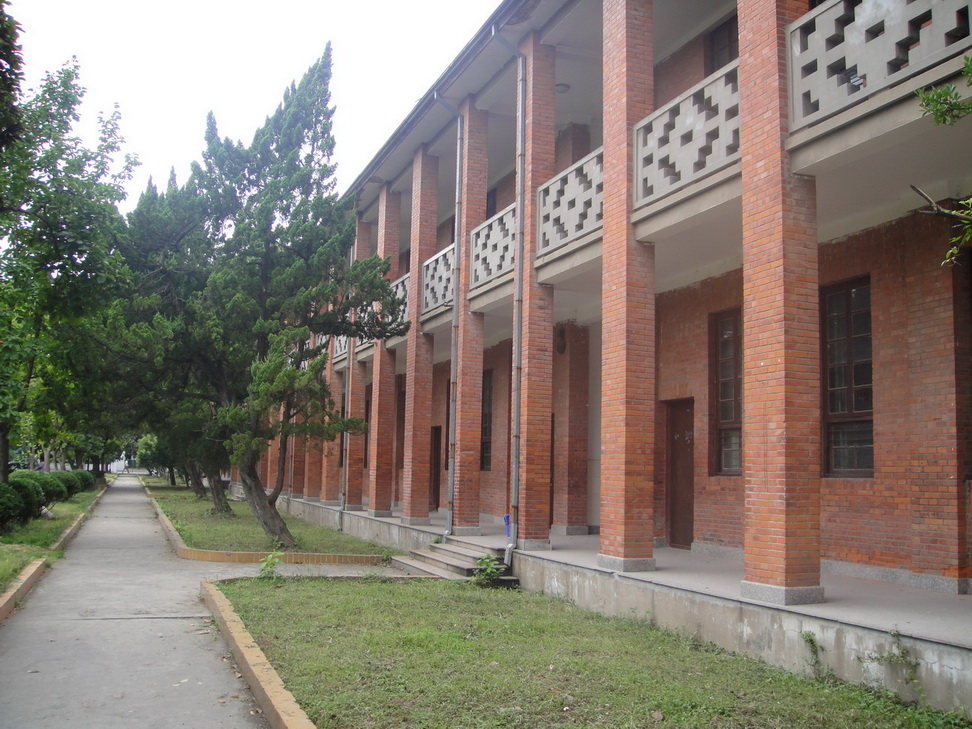
西红楼
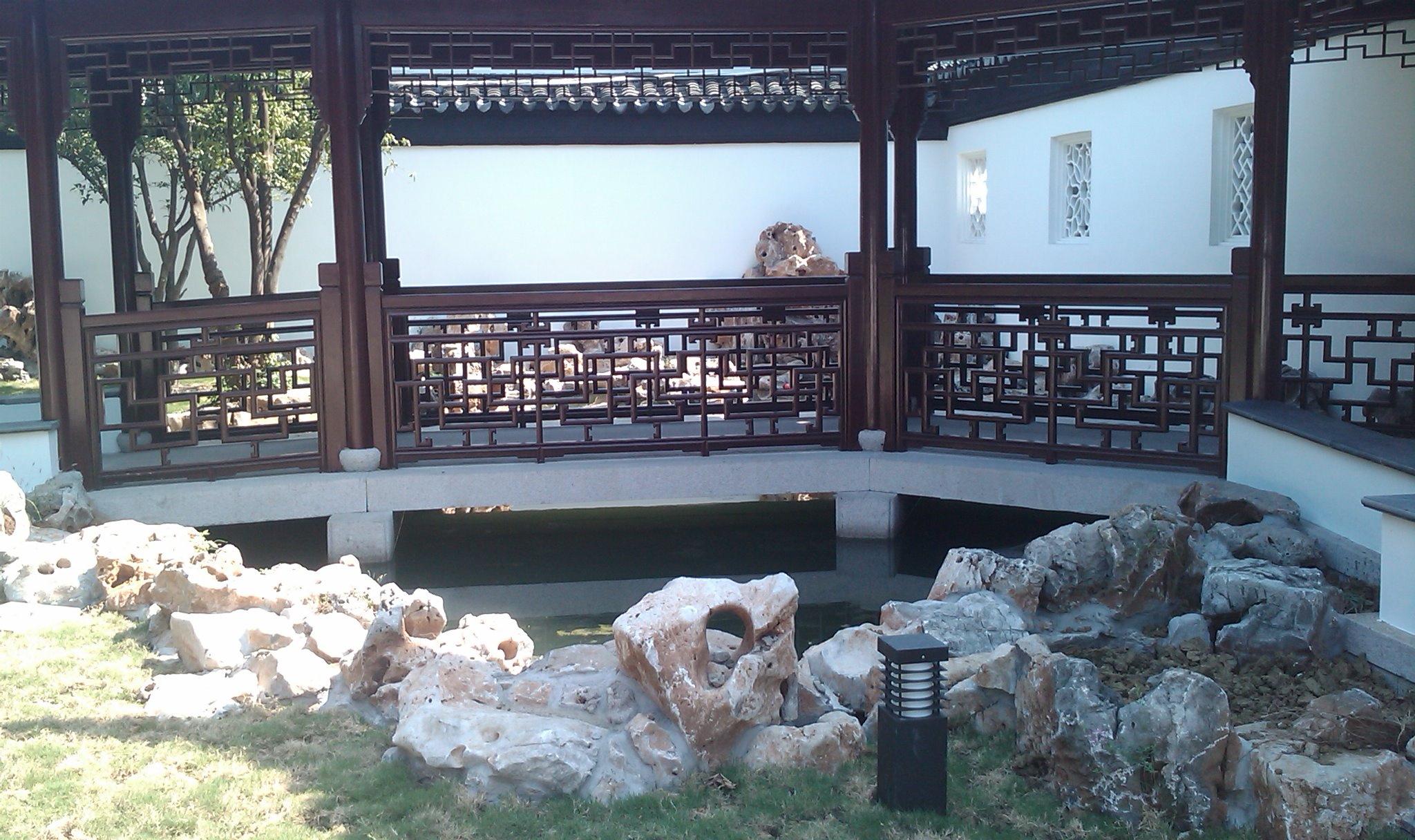
校园一角
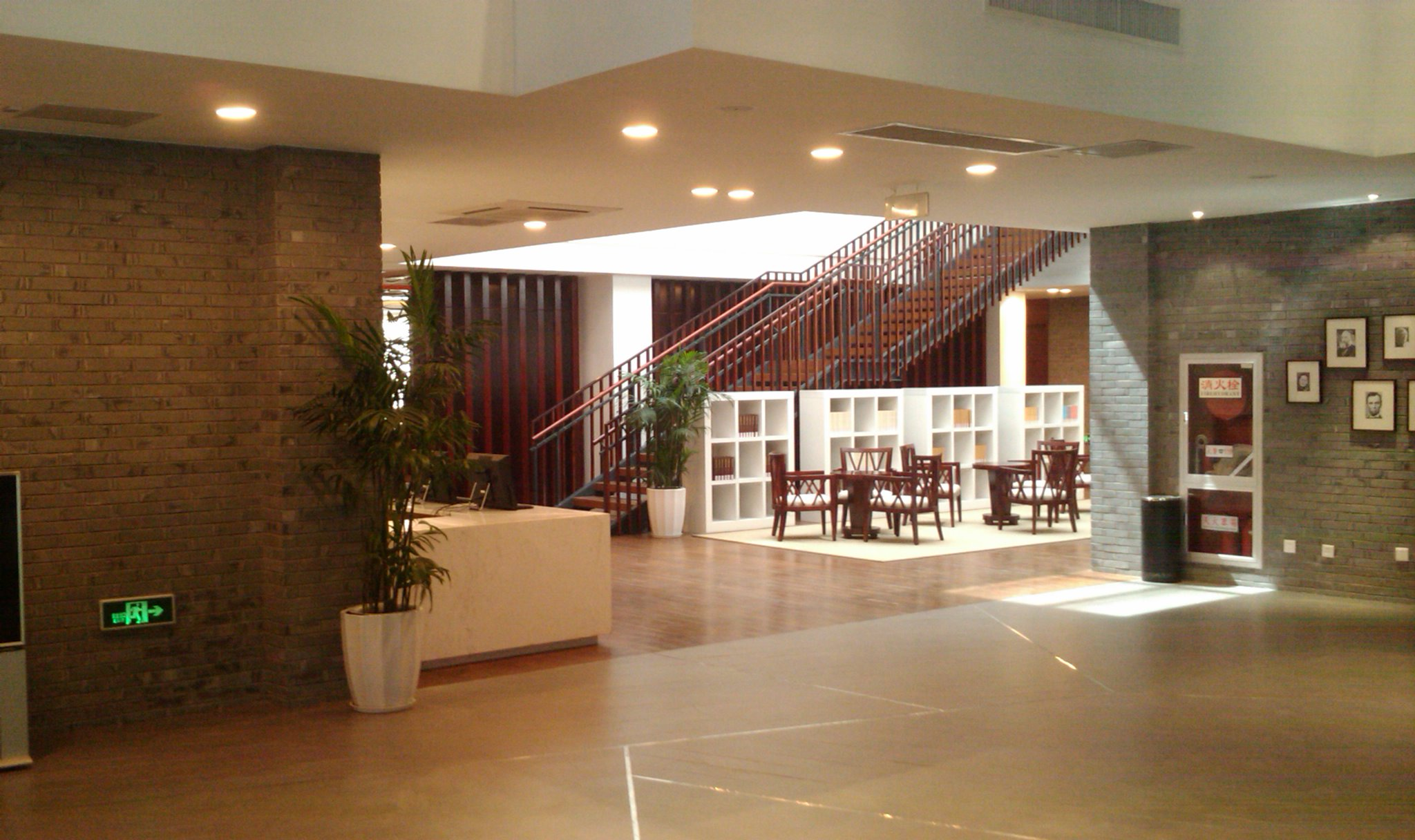
图书馆
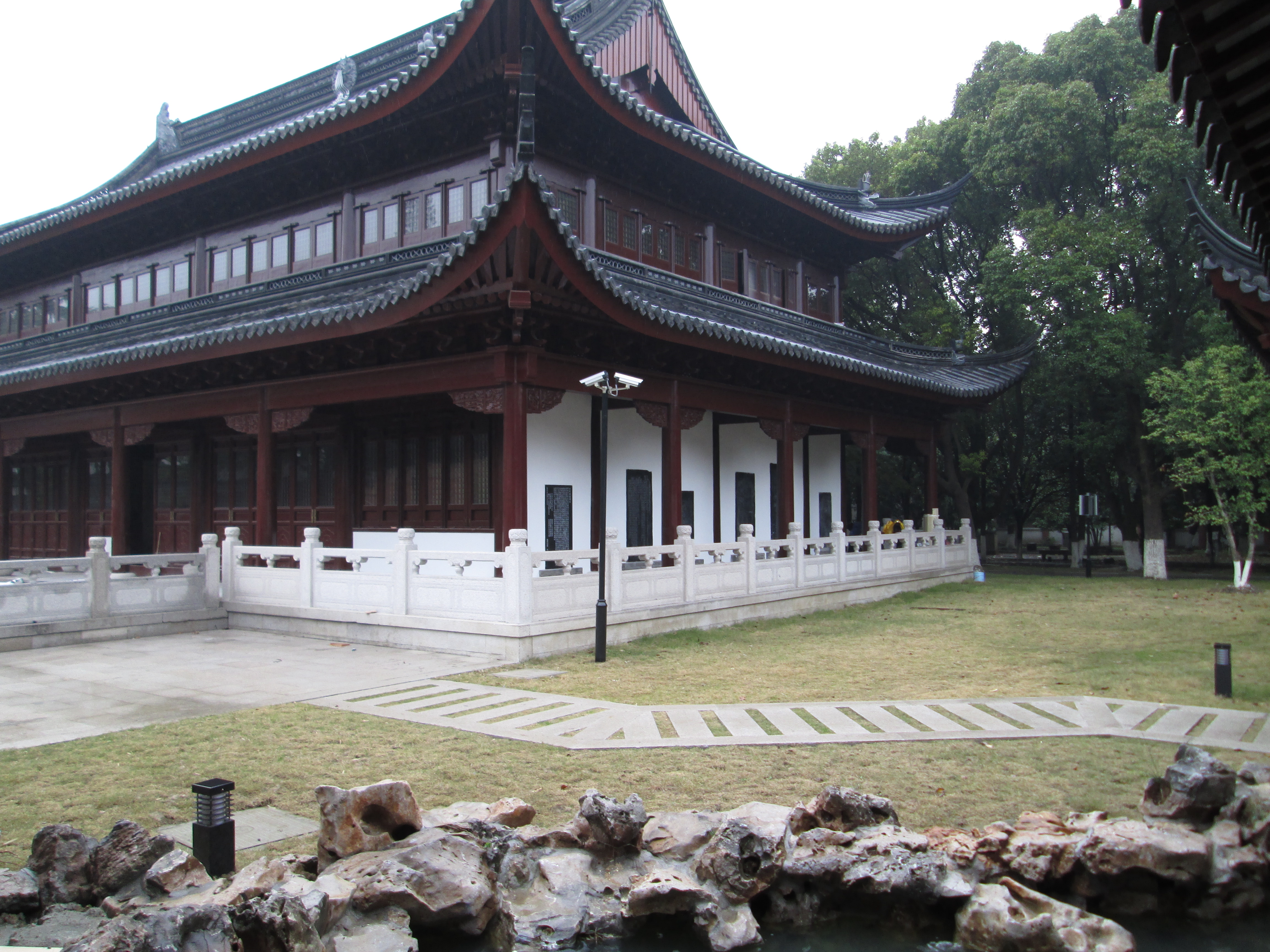
尊经阁
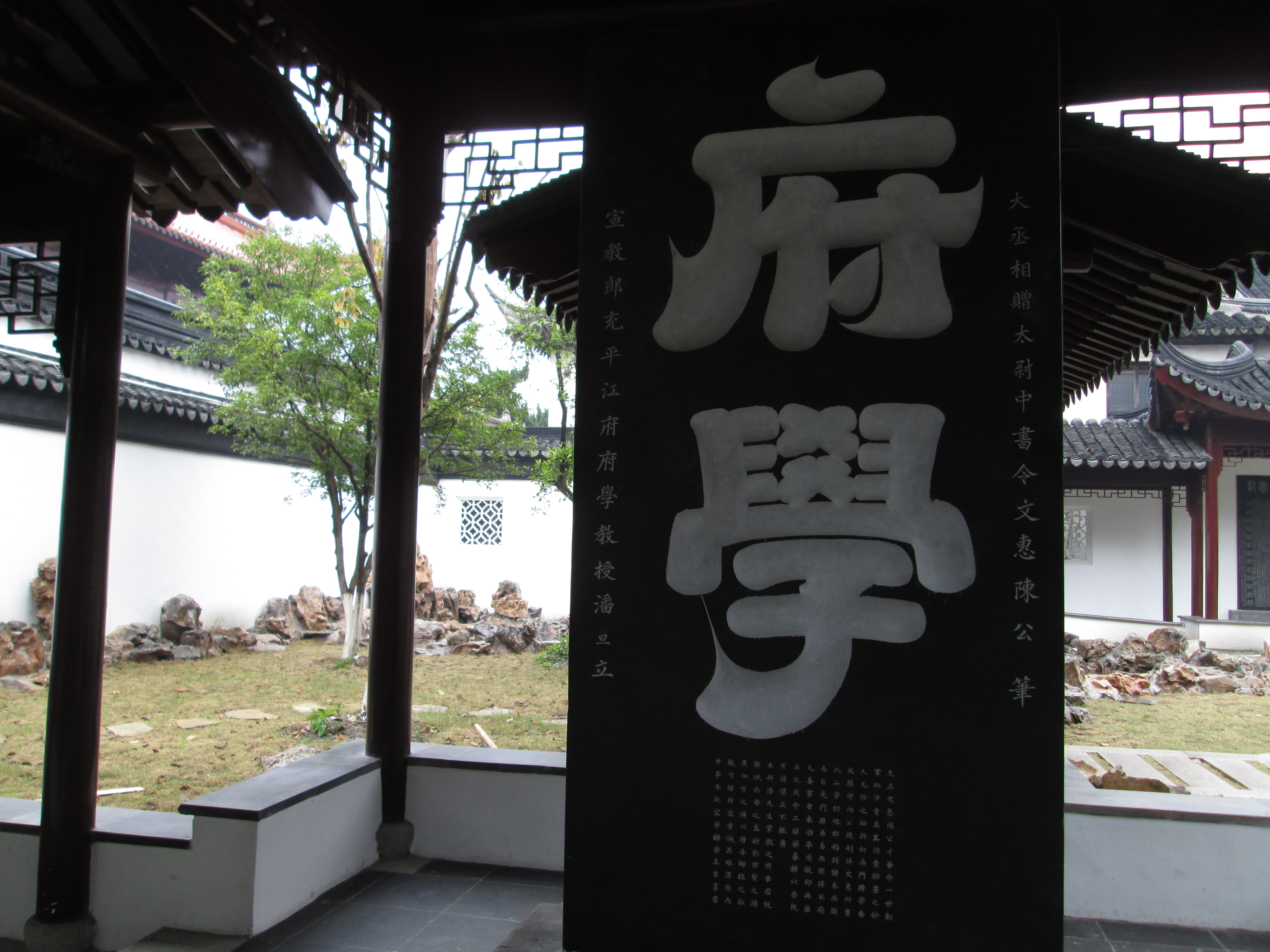
碑
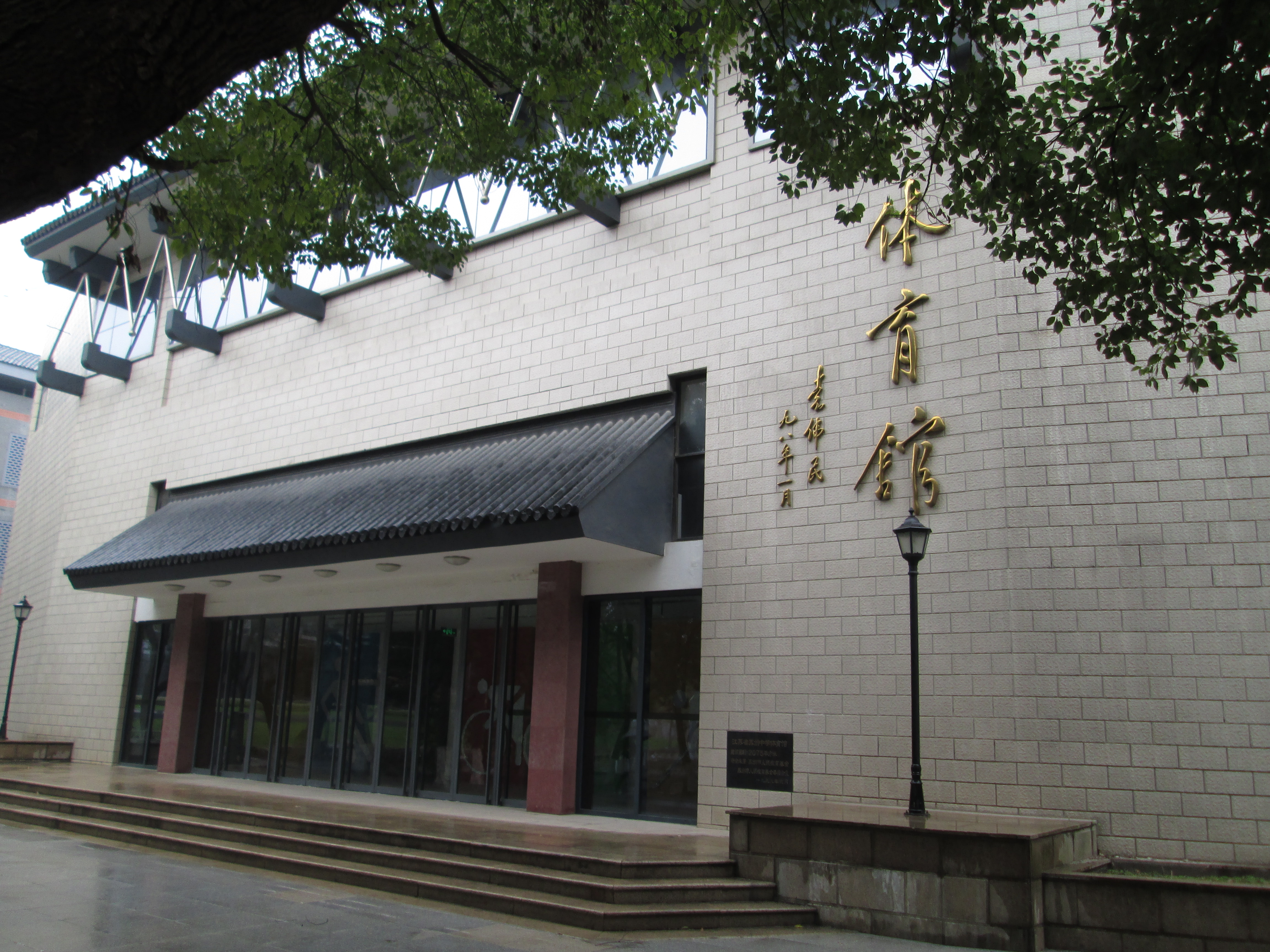
体育馆

## 历史

### 苏州府学

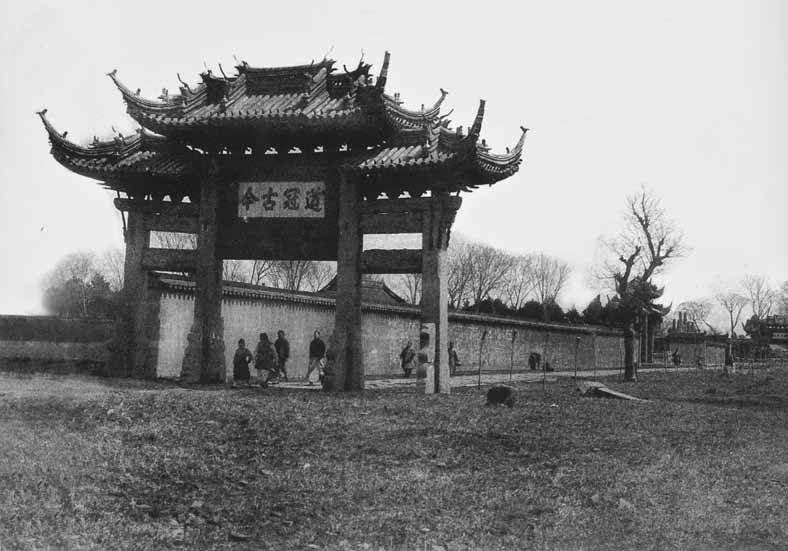
民国时期的苏州府学牌楼

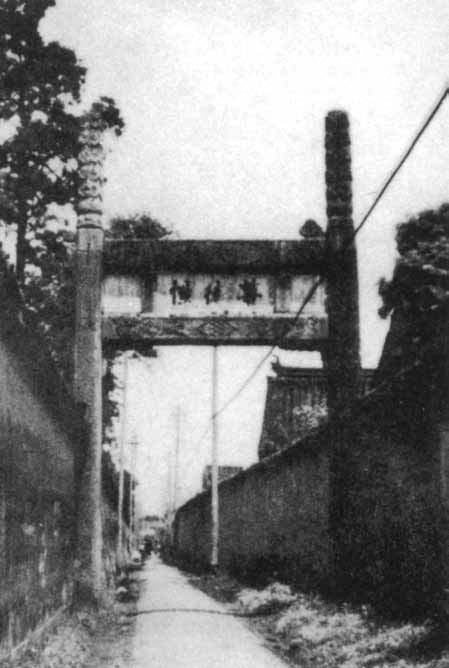
苏州府学所在地三元坊

苏州中学前身为北宋景祐二年（1035年）范仲淹创建的苏州府学。此地本为风水先生选定的宝地，范仲淹以“与其富贵一家，不如富贵一方”的思想捐出宅地，上报朝廷兴办府学。当时他聘请胡瑗等名师掌教，他也成为苏州州学的首任教授，并建立、推广了“安定学法”。这也带动了江南地区乃至全国的办地方学校的热潮。其后，在朱长文任教期间，苏州州学进入了鼎盛时代。其后，经过南宋、元、明、清各朝，均有发展。
据考证，由于历朝历代苏州的行政区划多次变更，“千年府学”的称谓并不严谨，或应称为郡学。1035-1113年应为苏州州学，1113-1276年改称平江府学，1276-1367年称为平江路学，1367-1904年才是苏州府学。因此，“苏州府学”的实际只有五百多年。

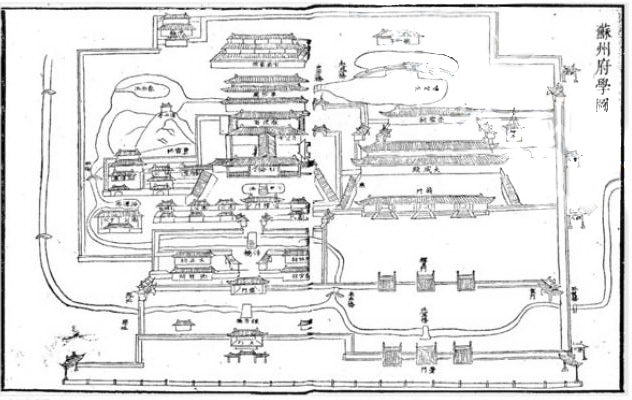
乾隆五十五年（1790年）绘制的苏州府学图

### 紫阳书院
清康熙五十二年（1713年），理学家、江苏巡抚张伯行在府学中创设紫阳书院。当时，官办学校一律以科举考试为教学内容，而紫阳书院坚持主要讲授朱熹理学，辅以有关科举考试的内容。张伯行还聘请崇明县教谕郭正宗、吴江县教谕夏声等人任教，一时汇集江南甚至全国各地的学生。咸丰十年（1860年），太平军攻陷苏州，文庙被烧毁，府学和书院成为废墟。1874年，巡抚张树声耗费巨资在原址重建。
康熙皇帝赐额“學道還淳”。乾隆皇帝弘历六次南巡，六次驻跸。乾隆十三年（1748年），赐额“白鹿遗规”，并多御诗嘉勉，苏州中学校园内至今仍保存着乾隆御碑墙。乾隆四十六年（1781年），苏州府学的学生钱棨连中三元，为了表示对他的纪念，府学中建立了“三元坊”，现在附近地区仍被称作三元坊。清朝时期的27任山长全部是进士出身，其中有状元、榜眼数人，还有诗学家沈德潜、乾嘉名家钱大昕、近代改良家翁心存等著名学者。在名师的指导下，紫阳书院培养出彭启丰、石韫玉、吴钟骏、钱棨、陆润庠等状元，邹福保、王鸣盛等榜眼，成为全国一流的省城书院。

### 晚清、民国时期

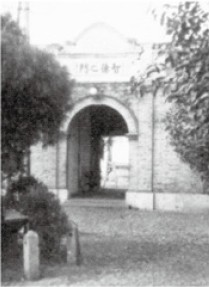
汪懋祖手书“智德之门”

光绪二十七年（1901年），全国书院改为学堂，紫阳书院第二年也改名为校士馆。光绪三十年（1904年），慈禧太后推行改革，全国省学改大学、府学改中学，金石学家、江苏巡抚端方在这里建立江苏师范学堂，聘请著名学者罗振玉为监督（即校长），日本史学家、文学家藤田丰八为总教习，国学大师王国维任教习。当时王国维先生主攻西方哲学，主讲心理学、伦理学、社会学等课程。

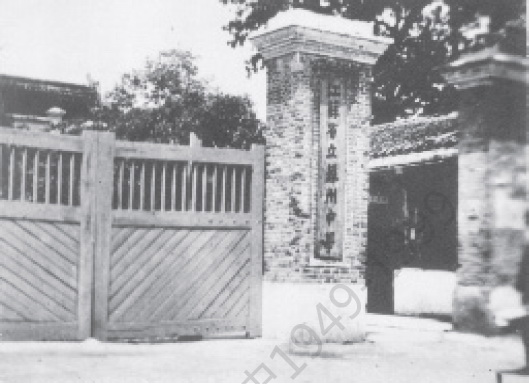
江苏省立苏州中学

1911年，学校改名为江苏省立第一师范学校，由杨月如任校长。五四运动爆发后，省立一师与多所大中院校一起都成立了全校性的学生自治会，并联名致电要求北京政府惩治《巴黎和约》签订者、释放被捕学生。五月中旬，苏州大中院校集体进行罢课。省立一师师生致函商会，倡议共同参与抗议日本的侵略并抵制日货。1927年7月，中华民国政府大学院（原教育部）院长蔡元培实施大学区制，省立一师与省立二中、工专高中部与补学科三校合并为第四中山大学区苏州中学，第二年2月和4月分别又因大学改名而易名为江苏大学区苏州中学、中央大学区苏州中学。苏州中学由汪懋祖任校长，以国文师资最强，教员中有章太炎、钱穆、沈昌直、颜文梁、吴梅、吕叔湘等。汪懋祖放弃了在北京师范大学的所有职务赴任，并定英文校名为Soochow Academy，志在进行培育园型教育，注重因材施教，设立了学分制和选科制，苏州中学的国学教育得到复兴。
由于大学区制受批评而取消，1928年，学校更名为江苏省立苏州中学。汪懋祖1931年离任后，江苏省教育厅借用地理学家、国立中央大学地理系主任胡焕庸兼任校长。1932年，在中华民国教育部要求下，苏州中学被迫放弃了学分制，但仍保留了选科制。同年7月，苏中开始招收女生，在省内起到了开创新风气的作用。同年，教育部规定中学与师范学校分别设校，苏中师范科不再招生，位于吴江的乡村师范部改为江苏省立吴江农村师范学校。在1933年的全省第一届高中毕业会考中，苏州中学学生获全省前三名，前十名中有六人，前100名中占了24人，媒体纷纷以“新三元坊”为题进行报道，引起全国关注。两年后经国立中央大学校长罗家伦和江苏省教育厅厅长周佛海的交涉，胡焕庸辞去校长职务，回到中大任教。一二·九运动爆发后，苏中学生在苏州市率先举行爱国游行示威，随后東吳大學、萃英中學的学生也参与进来。

校长顾钟骅签发的布告

1937年11月19日，日军侵占苏州，校舍成为日军马场，师生被迫迁移。抗日战争期间学校先后七次搬迁、两次更名，起初迁至宜兴（亳阳苏中）。苏南地区被日军占领后，苏中租用上海公共租界福州路威利翰大厦三至五层复校，为避免引起當局注意，改名为苏中沪校。1941年12月8日，日军占领上海公共租界，苏中再次搬迁到常州（私立青云）、宜兴（私立弘毅）等地以私立学校的名义继续办学。日本投降后的1945年10月，苏中在原址复校，恢复校名为江苏省立苏州中学。私立弘毅中学回到苏中原址办学，私立青云中学则并入常州当地的中学。20世纪40至50年代，苏州中学考入北京大学、清华大学、交通大学的人数位居全国前列，每年都有四五十人，部分年份居全国首位，被称为“交通大学的先修校”，但也仅限于此，再也难以恢复往日的学术环境。此外，那时的苏州中学以课业负担重而闻名。
1949年4月27日，中国人民解放军占领苏州市，顾钟骅继续担任校长。随后，苏州市军事管理委员会接管苏州中学，后又按照苏南行署令由苏南行署直接管辖。

### 中华人民共和国时期
1951年8月，学校更名为苏南苏州中学，次年7月，高中部与另一所著名的中学东吴大学附属中学合并，初中部并入苏州市第一中学，合并后改称江苏省苏州高级中学，简称“苏高中”。第二年即成为教育部确定的全国首批二十四所重点中学之一。在此后几年里，苏中在保持对教学的高标准、严要求的同时，按照行政指令要求学习苏联经验。
1966年，“文化大革命”爆发，教育制度陷入混乱，苏中校内贴满大字报，老师、领导不断被批斗、抄家。第二年，苏中成为武斗大本营，教学设施受到严重破坏。1969年，大量教师被下放苏北。学校也曾先后被命名为苏州市第九中学、东方红战校等等。1976年周恩来逝世后，苏中学生不顾四人帮禁止戴黑纱白花、送花圈的命令，上街举行纪念活动。
1978年，学校重新命名为江苏省苏州中学，成为江苏省内首批恢复的重点中学。80年代期间，苏州中学积极建构新的教育教学体系，提出了“文理兼通，学有后劲”的素质教育的培养目标。1985年，与中国科学技术大学合作创办少年班。1993年创建高中国际班，旨在培养具有高水平研究能力的理工人才和具有高水平国际交往能力的涉外人才的后备力量。这些班级尽管课程量明显大于其他班级，但并不通过补课、晚自习等手段增加在校学习时间。20世纪末期，学校与美国、日本、英国、新加坡、加拿大、澳大利亚等国的教育机构建立友好合作关系，并积极推行国际合作项目。1996年创办初中部——苏州市立达中学。
2004年12月5日，苏州中学揭开了“府学千年，新学百年”校庆序幕。2005年12月6日，苏州中学正式举行双庆活动。2014年12月7日，苏州中学举行“府学980周年，新学110周年”庆典活动。
2024年12月7日，苏州中学举行“府学990年，新学120年”校庆开放日活动。

## 文化
苏州中学自从成立以来，就形成了丰富的学校文化。汪懋祖掌校期间，提出了文化名校、学术名校的思想，希望打造与欧美名牌高中媲美的名校，并聘请学术名流进行文化教育。当时苏中的教师许多原本就是大学教授，另一些（如钱穆、吕叔湘）因在校期间发表了较有影响的著作等研究成果而被大学聘为教授。此后，由于抗日战争、“文化大革命”的严重破坏和其后应试教育的盛行，曾经的学术氛围也明显减弱。
21世纪，苏州中学在尽可能保持原有文化中适合时代部分的同时，又积极倡导新的文化。例如，与国外名校建立“地球学习村”，“融合东方文化与西方文化，融合现代文化与传统文化”。还有国内第一家由中学创办的特色博物馆“西马博物馆”，它以湿地文化为主题，被联合国教科文组织授予首批“世界遗产青少年教育基地”。2013年，苏州中学在“精英杯”亚洲中学华语辩论公开赛中获得亚军，是一支进入该比赛决赛的中国队伍。

### 学生社团
苏州中学目前共有45个学生社团，包括了文化研究、社会探索、舞台表演、体育竞技等方面，在省内甚至全国都具有影响力。学生社团每年上学期的10月底举行招新活动。
2020年其校内社团树莓社获得苏州市中小学生十佳优秀社团，苏州市第十五届“阳光团队”称号。

### 校园出版物
1927年至1931年，汪懋祖在任省立苏州中学校长期间最早创办了《苏中校刊》，当时钱伟长等人探究学习的成果就发表在这本刊物上。目前，苏州中学的校园出版物主要可分为报刊和杂志两类。其中报刊有面向全体师生的《苏州中学报》、面向特定人群的《苏中班主任报》、《苏中学生报》等等。杂志种类较多，包括了文学、历史、心理、社团等多个方面。举行大型活动时，学校会出版专刊，例如2004年至2005年“府学千年，新学百年”校庆时，出版了名为《千秋业》的校庆专刊。

### 学生数字媒体
2018年10月，苏州中学校内成立了苏州中学传媒中心，推出校园电视台《洱沐苏中》节目，由学生自主完成。2019年10月，江苏省委常委、苏州市委书记蓝绍敏调研走访苏州中学，苏州中学传媒中心学生记者跟拍，并采访中国工程院院士邹竞。

### 校歌
1911年左右，省立第一师范学校的校歌歌词如下：
|                        | 至德称泰伯，文学推言游， 专诸任侠兮，孙武兵谋。 伊兹邦之含宏兮，笼万象于一丘。 思我先民兮，抗志云浮， 学端其始兮，六艺是求。 文事既饬兮武备修， 张广乐兮佩吴钩。 以和制国兮，以勇事仇。 |
| ——汪东作词、程懋筠作曲 | |

20世纪末期，此歌被重新填词，成为苏州中学新的校歌。

### 校标及校徽
苏中目前的校标和校徽由前任校长张昕设计，的主体都是写有“蘇中”二字的松树。在20世纪末，苏中校门口有一棵松树，是苏中的象征之一，但是在被风吹倒后被移除。张昕认为：“校园中的树倒下了，但是苏中的精神之树不能倒。”松树同时代表了对学生成长为人才的期待，而它没有顶是寓意着学校、老师与学生的发展是无止境的。

## 现状
在应试教育制度下，苏州中学的国学教育这个传统强项受到越来越大的挑战。随着理科项目难度的增加，取得优异成绩也非易事，但苏州中学凭借其语文、英语方面的优势仍在苏州大市中保持领先地位。同时，苏州中学也是苏州市唯一一所拥有北京大学“中学校长实名推荐”和清华大学“新百年领军计划”资格的中学。
面向苏州市区招生主要由苏州大市的中考分数线决定，市招国际班过去是苏州中考的零志愿，而校内省招国际班约200个名额向全国（主要为江苏省）开放，并自1987年设有与中国科学技术大学合作的科大少年班预备班。2009年，苏州市中考取消零志愿，并对苏州中学部分招生名额采取定向分配的方法后，根据中考分数确定市招国际班录取。由于江苏省教育厅对省招班的限制，目前省招国际班主要面向苏州大市。2012年，苏州中学进入苏州市中考提前批次，考生还可在第一批次报考其他四星级中学。同年起，苏州中学又与南京大学共同成立了苏州中学·南京大学匡亚明实验班，学生在苏州中学学习两年后可直接进入南京大学匡亚明学院学习。苏州市领导多次表示，希望苏州中学走在全省前列，带领全省教育实现现代化。2018年秋季学校重启了中科大少年班预科班。2024年，学校开启了由著名科学家丘成桐资助的“丘成桐少年班”。
苏中学生至今共获得国际科学奥林匹克竞赛金牌四枚。蒋良、邵铮于1999年分别获得国际物理和信息学奥赛金牌，缪亚立于2004年获得亚洲和国际物理奥赛金牌，也是中国第一位高二即获得物理奥赛双料金牌的选手，辛宇于2005年获得亚洲物理奥赛金牌。杨硕龙于2006年获得亚洲和国际物理奥赛金牌。朱锋在2007年亚洲物理奥林匹克竞赛中获得金牌。至此苏州中学在亚洲物理奥赛连续四年均有获得金牌。刘金禹同学在2018亚洲物理奥赛中荣获金牌。近年来，通过苏州中学的国际合作项目或自行参加SAT、TOEFL等标准化考试，有大量学生出国深造。他们都继续活跃在各国的大学校园中，包括哈佛大学、麻省理工学院、耶鲁大学、加州大学伯克利分校、斯坦福大学、普林斯顿大学等名校。2006届毕业生李栋是中国大陆第一个进入深泉学院就读的学生。

### 争议
苏州中学的“主动学习模式”受到了一些争议。有人认为，苏州中学录取了苏州大市范围内最优秀的学生，成绩却与以高强度作息制度、题海战术闻名的某些县城中学存在一定差距。也有家长认为将“主动学习模式”称作“放羊”，不满学校的宽松管理。
人民日报下属的人民网认为，苏州中学的“德威国际高中项目”为“校中校”，涉嫌挤占公共教育资源。一个多月后，《姑苏晚报》对“德威国际高中项目”开学进行报道，得到新华网的转载，并未提及此前的争议。

## 相关人物

### 府学时期
宋代，苏州中学的校友中有安定书院创始人胡瑗、北宋名相范仲淹、范仲淹次子范纯仁等。明代江南四大才子之一的唐寅曾在此学习。清代则有钱大昕、沈德潜、翁心存、翁同龢等人。

### 新学时期
晚清及民国时期国学家罗振玉、王国维、吴梅、钱穆、语言学家吕叔湘、史学家吕思勉、美术家颜文梁、地理学家胡焕庸、教育家汪懋祖、邵鹤亭等人先后在此执教。
据不完全统计，截止2007年，苏中学子当中，担任省部级领导的有70多名，当选为中国科学院院士或中国工程院院士的有38名，当选美国国家科学院院士的有四人，担任大学校长的有40多名。
教育家叶圣陶、匡亚明；历史学家胡绳、顾颉刚；物理学家李政道、吴健雄、钱伟长、冯端；数学家冯康；生物学家冯元桢；规划大师阮仪三；作家陆文夫、李善基（即还珠楼主）；体育官员袁伟民；万科集团总经理郁亮等人先后在此就读。此外党和国家领导人博古、金人庆、周永康等人也是苏州中学校友。欧美教授中有美国国家科学院院士、哈佛大学物理、化学双聘教授庄小威等。

### 历任校长
| 校长   | 在任时间       | 校长   | 在任时间      |
| ------ | -------------- | ------ | ------------- |
| 罗振玉 | 1904.7—1906.3  | 张式之 | 1950—1952     |
| 王仁东 | 1906.3—1906.8  | 陈六中 | 1952—1958     |
| 陆懋勋 | 1906.8—1907.4  | 张元鼎 | 1958.4—1958.8 |
| 章钰   | 1907.4—1907.11 | 刘超尘 | 1958—1959     |
| 邹福保 | 1907.11—1909.6 | 陈六中 | 1959—1960     |
| 姚文栋 | 1909.6—1910.1  | 张友聚 | 1960—1964     |
| 江衡   | 1910.1—1911.10 | 刘一涵 | 1964—1968     |
| 杨月如 | 1912.1—1916.2  | 苏海明 | 1968—1971     |
| 蒋凤梧 | 1916.2—1916.8  | 迟德信 | 1971—1978     |
| 王朝阳 | 1916.8—1927.6  | 赵振海 | 1978—1984     |
| 汪懋祖 | 1927—1931      | 刘柏涛 | 1984—1991     |
| 胡焕庸 | 1931—1933      | 沈仰石 | 1991—1995     |
| 吴元涤 | 1933—1935      | 王少东 | 1995—1997     |
| 邵鹤亭 | 1935—1938      | 倪振民 | 1997—2007     |
| 杭海槎 | 1938—1947      | 张昕   | 2007—2016     |
| 郑保兹 | 1947—1948      | 卫新   | 2016.6—2023.9 |
| 顾钟骅 | 1948—1950      | 周祖华 | 2023.9-       |

## 姐妹学校
- 日本早稻田大学[125]
- 加拿大麦马斯特大学[125]
- 加拿大伦敦国际学院[125]
- 新西兰塔拉纳基西方理工学院（英语：Western Institute of Technology at Taranaki）[125]
- 德国不来梅大学[125]
- 美国波特兰市韦恩弗利特学校（英语：Waynflete School）[126]
- 英国威斯威夫学校（英语：Rishworth School）[125]
- 澳大利亚蓝山文法学校（英语：Blue Mountains Grammar School）[125]
- 澳大利亚柯林伍德学校（英语：Collingwood College, Victoria）[125]
- 日本近江兄弟社高等學校（日语：近江兄弟社中学校・高等学校）[125]
- 日本曉星國際高等學校（日语：暁星国際小学校・中学校・高等学校）[125]
- 日本向陽高等學校（日语：向陽高等学校 (長崎県)）[125]
- 新加坡立化中学[125]

### 引用
1. 1 2 3  江苏省苏州中学. .   [2012-11-13]. （原始内容存档于2016-03-04） （中文（简体））.
2. ↑  .   [2012年11月13日]. （原始内容存档于2016年3月4日） （简体中文）.
3. 1 2 3 4 5 6  . 苏州中学. 2009-03-01  [2010-11-07]. （原始内容存档于2011-12-14） （中文（简体））.
4. ↑  . 信用中國.
5. 1 2  戈春源. . 铁道师院学报（社会科学版）. 1993, (2): P52–53，P80 （中文（简体））.
6. ↑  金德门 1999，第157頁
7. ↑  金德门 1999，第168頁
8. ↑  蔡大镛 2007，第26頁
9. ↑  新华网江苏频道. . 新华网. 2003-09-19  [2011-12-10]. （原始内容存档于2004-03-06） （中文（简体））.
10. ↑  江苏省教育厅. . 2004-03-01  [2017-04-17]. （原始内容 (doc)存档于2017-04-18） （中文（简体））.
11. ↑  江苏省苏州中学. .   [2012-11-13]. （原始内容存档于2016-03-04） （中文（简体））.
12. ↑  蔡大镛、张昕 2009，第3-4頁
13. ↑  蔡大镛 2007，第116-117頁
14. ↑  . 新华报业 (苏州日报). 2009-07-30  [2018-01-07]. （原始内容存档于2018-01-07） （中文（简体））.
15. ↑  徐锦. . 城市商报. 2013-06-14  [2013-06-22]. （原始内容存档于2017-04-14） （中文（简体））.
16. ↑  苏州日报. . 新浪网. 2012-03-07  [2012-06-14]. （原始内容存档于2016-03-04） （中文（简体））.
17. ↑  李铮. . 现代快报. 2012-08-31  [2012-09-16]. （原始内容存档于2016-03-04） （中文（简体））.
18. ↑  . 苏州都市网 (姑苏晚报). 2015-12-28  [2017-04-14]. （原始内容存档于2019-06-09） （中文（简体））.
19. ↑  蔡大镛、张昕 2009，第293頁
20. ↑  蔡大镛、张昕 2009，第2-3頁
21. ↑  Tze-Ki Hon 2005，第50-51頁
22. ↑  脱脱 等 1343，卷432
23. ↑  李焘.  147. 北京: 中华书局. 1979. ISBN 9787101044348 （中文（繁體））.
24. ↑  冯桂芬.  24. 苏州: 江苏书局. 1882 （中文（繁體））.
25. ↑  蔡大镛、张昕 2009，第10-12頁
26. 1 2  . 新华网.   [2011-12-04]. （原始内容存档于2012-05-05） （中文（简体））.
27. ↑  蔡大镛、张昕 2009，第297頁
28. ↑  胡达修. . 苏州市地方志办公室.   [2011-12-04]. （原始内容存档于2014-04-19） （中文（简体））.
29. ↑  杨镜如 2006，第12頁
30. ↑  林存阳. . 中国史研究. 2005, (4): P151–164 （中文（简体））.
31. ↑  杨镜如 2006，第14頁
32. ↑  苏州中学校本系列教材编写委员会 2007，第123頁
33. ↑  王钟翰 校.  28 第一版. 北京: 中华书局. 1987. ISBN 9787101003703 （中文（繁體））.
34. ↑  杨镜如 2006，第1-2頁
35. 1 2  . 苏州中学.   [2017-02-24]. （原始内容存档于2017-02-25） （中文（简体））.
36. ↑  杨镜如 2006，第3頁
37. ↑  蔡大镛、张昕 2009，第28-29頁
38. ↑  蔡大镛 2007，第8-11頁
39. 1 2 3 4 5  苏州中学校史编写组. . 苏州教育学院学刊. 1986-10-01, (3): P10–16 （中文（简体））.
40. ↑  张圻福、叶万忠. . 苏州大学学报（哲学社会科学版）. 1984-02-10, (1): P90–94 （中文（简体））.
41. ↑  蔡大镛 2007，第37-38頁
42. 1 2  夏禾. . 苏州日报. 2009-10-13  [2012-11-13]. （原始内容存档于2014-04-19） （中文（简体））.
43. ↑  罗义俊. . 文史杂志. 1986-08-29, (4): P24、32 （中文（简体））.
44. ↑  . 人民政协网. 2013-05-30  [2013-05-30]. （原始内容存档于2016-03-04） （中文（简体））.
45. 1 2 3  周勇. . 全球教育展望. 2008-05-15, 37 (5): P31–36 （中文（简体））.
46. ↑  . 姑苏晚报. 2015-02-03  [2015-03-05]. （原始内容存档于2016-03-05） （中文（简体））.
47. 1 2  项红专. . 教育研究与评论. 2012, (4): P119–124  [2013-06-24]. （原始内容存档于2014-10-06） （中文（简体））.
48. ↑  金德门 1999，第135頁
49. ↑  蔡大镛、张昕 2009，第96頁
50. 1 2  . 苏州市志. 苏州市地方志办公室.   [2012-11-09]. （原始内容存档于2014-10-06） （中文（简体））.
51. ↑  . 扬子晚报. 2012-12-29  [2012-12-29]. （原始内容存档于2014-10-06） （中文（简体））.
52. ↑  蔡大镛、张昕 2009，第71-78頁
53. ↑  蔡大镛、张昕 2009，第79-84頁
54. ↑  蔡大镛、张昕 2009，第79-80頁
55. ↑  蔡大镛、张昕 2009，第81頁
56. ↑  吴晓红. . 苏州日报. 2009-04-22  [2012-06-16]. （原始内容存档于2012-08-02）.
57. ↑  蔡大镛 2007，第1-3頁
58. ↑  陈兆立. . 现代特殊教育. 2002-02-15, (2): P7–9 （中文（简体））.
59. ↑  严颢. . 现代特殊教育. 1996-02-15, (1): P8–9 （中文（简体））.
60. ↑  袁艺. . 苏州日报. 2012-08-13  [2012-11-09]. （原始内容存档于2013-04-28） （中文（简体））.
61. ↑  . Essex Echo. 2008-10-07  [2010-07-15]. （原始内容存档于2017-01-01） （英语）.
62. ↑  李培果. . 名城苏州网. 2012-04-10  [2012-07-10]. （原始内容存档于2012-05-26） （中文（简体））.
63. ↑  . 中国网. 2005-06-07  [2012-07-19]. （原始内容存档于2016-03-05） （中文（简体））.
64. ↑  . 光明日报. 2014-12-14  [2015-03-05]. （原始内容存档于2015-04-02） （中文（简体））.
65. ↑  . 苏州中学微信公众号. 2024-12-07  [2025-04-17]. （原始内容存档于2025-04-17） （中文（简体））.
66. ↑  李楠. . 现代苏州. 2012, (16): P92–93 （中文（简体））.
67. ↑  张瑾. . 长沙铁道学院学报（社会科学版）. 2011-09-15, 12 (3): P68–69、74 （中文（简体））.
68. ↑  汪永基. . 新华网. 2013-01-11  [2013-03-12]. （原始内容存档于2013-01-18） （中文（简体））.
69. ↑  苏雁. . 光明日报. 2010-11-18  [2012-11-18]. （原始内容存档于2012-07-23） （中文（简体））.
70. ↑  陈霞、钱兆成. . 苏州日报 (人民网). 2013-12-21  [2014-01-01]. （原始内容存档于2016-03-04） （中文（简体））.
71. ↑  李国强. . 光明网. 2011-10-17  [2012-11-09]. （原始内容存档于2016-03-05） （中文（简体））.
72. ↑  . 苏州日报. 2012-10-29  [2012-11-09]. （原始内容存档于2012-11-01） （中文（简体））.
73. ↑  苏州中学创业社团管理中心. .   [2012-11-09] （中文（简体））.[永久]
74. ↑  苏州市教育局. . 苏州市社会实践与志愿服务记录平台.
75. ↑  苏州市教育局. . 苏州市人民政府.   [2021-08-07]. （原始内容存档于2021-08-07）.
76. ↑  江苏省苏州中学. .   [2012-11-13] （中文（简体））.[永久]
77. ↑  江苏省苏州中学. .   [2012-11-13] （中文（简体））.[永久]
78. ↑  江苏省苏州中学. .   [2012-11-13] （中文（简体））.[永久]
79. ↑  江苏省苏州中学. . 江苏省苏州中学微信公众号.
80. ↑  江苏省苏州中学. . 江苏省苏州中学微信公众号.
81. ↑  蔡大镛、张昕 2009，第39頁
82. ↑  蔡大镛、张昕 2009，第40頁
83. ↑  . www.szzx1000.com.   [2016-06-27]. （原始内容存档于2017-01-14）.
84. ↑  江苏省苏州中学，学校校徽校标校训校歌系列材料，2004
85. ↑  . 苏州中考网. 2012-06-29  [2012-07-10]. （原始内容存档于2019-06-10） （中文（简体））.
86. ↑  刘沛. . 扬子晚报. 2011-11-13  [2011-12-25]. （原始内容存档于2013-01-05） （中文（简体））.
87. ↑  蔡大镛 2007，第302-303頁
88. ↑  . 名城苏州网. 2009-04-29  [2012-07-18]. （原始内容存档于2013-04-24） （中文（简体））.
89. ↑  苏州市教育局; 苏教基[2009]38号. . 2009-07-13  [2011-12-10]. （原始内容存档于2017-01-14） （中文（简体））.
90. ↑  孙佳桦. . 现代快报. 2012-05-22  [2012-06-14]. （原始内容存档于2017-02-25） （中文（简体））.
91. ↑  朱金龙. . 文汇报. 2012-06-04  [2012-06-14]. （原始内容存档于2019-06-05） （中文（简体））.
92. ↑  田伟钊. . 现代快报. 2012-07-09  [2012-07-10]. （原始内容存档于2016-03-04） （中文（简体））.
93. ↑  王芬兰、顾志敏. . 苏州日报. 2011-10-25  [2012-11-17]. （原始内容存档于2017-02-25） （中文（简体））.
94. ↑  . 苏州网络电视台. 2018-05-27  [2018-08-20]. （原始内容存档于2019-06-12） （中文（简体））.
95. ↑  周铮. . 新华日报. 2006-07-19  [2012-09-16]. （原始内容存档于2015-04-02） （中文（简体））.
96. ↑  .   [2017-04-15]. （原始内容存档于2009-06-17） （中文（简体））.
97. ↑  . 扬子晚报. 2007-05-10  [2011-07-01] （中文（简体））.[]
98. ↑  . 中国江苏网. 2018-07-12  [2018-08-20]. （原始内容存档于2019-06-11） （中文（简体））.
99. ↑  . 苏州中考网. 2013-12-24  [2014-01-01]. （原始内容存档于2019-09-17） （中文（简体））.
100. ↑  . 苏州中学园区校.   [2014-01-01]. （原始内容存档于2017-04-14） （中文（简体））.
101. ↑  . 苏州中学.   [2011-12-04]. （原始内容存档于2014-01-02） （中文（简体））.
102. ↑  Deep Springs College.  (PDF).   [2014-05-06]. （原始内容 (PDF)存档于2015-09-23） （英语）.
103. ↑  . 江南时报. 2014-05-08  [2015-10-25]. （原始内容存档于2019-06-12） （中文（简体））.
104. ↑  . 新闻晨报. 2011-05-17  [2014-05-06]. （原始内容存档于2016-03-04） （中文（简体））.
105. ↑  Colgate University. .   [2014-05-06]. （原始内容存档于2014-05-06） （英语）.
106. ↑  松涛、肖帆. . 中国大学生就业. 2010, 18  [2014-05-06]. （原始内容存档于2017-04-14） （中文（简体））.（页面存档备份，存于）
107. ↑  游海滨. . 人民网. 2012-07-30  [2012-10-03]. （原始内容存档于2016-03-04） （中文（简体））.
108. ↑  游海滨. . 人民网. 2012-07-30  [2012-10-03]. （原始内容存档于2016-03-04） （中文（简体））.
109. ↑  游海滨. . 人民网. 2012-07-31  [2012-10-03]. （原始内容存档于2016-03-04） （中文（简体））.
110. ↑  游海滨. . 人民网. 2012-08-01  [2012-10-03]. （原始内容存档于2016-03-04） （中文（简体））.
111. ↑  小方、张致远. . 新华网. 2012-09-18  [2012-10-03]. （原始内容存档于2012-10-06） （中文（简体））.
112. ↑  《宋元学案·安定学案》：“聘为苏州教授，诸子从学焉”；朱熹编《宋名臣言行录》卷十一记：“文正公门下多延贤士，如胡瑗、孙复、石介、李觏之徒，与公从游，昼夜肄业……”。
113. ↑  脱脱 等 1343，卷314
114. ↑  . 现代快报. 2014-12-03  [2017-04-13]. （原始内容存档于2017-04-13）.
115. ↑  . 苏州日报. 2013-07-12  [2017-04-13]. （原始内容存档于2017-04-13）.
116. ↑  . 姑苏晚报. 2017-01-09  [2017-04-13]. （原始内容存档于2019-06-08）.
117. 1 2  蔡大镛、张昕 2009，第294-295頁
118. 1 2  . 光明日报. 2007-11-20 （中文（简体））.
119. ↑  晨芳. . 新华网. 2010-07-30  [2012-07-10]. （原始内容存档于2010-09-15） （中文（简体））.
120. ↑  汉忠. . 苏州日报. 1984-09-02 （中文（简体））.
121. ↑  张忠. . 名城新闻网. 2013-05-27  [2013-05-30]. （原始内容存档于2013-05-29） （中文（简体））.
122. ↑  苏州中学校友网. . 凤凰网. 2013-07-02  [2013-09-11]. （原始内容存档于2014-11-08） （中文（简体））.
123. ↑  金英花. . 中国新闻网. 2012-08-27  [2012-11-19]. （原始内容存档于2019-06-11） （中文（简体））.
124. ↑  袁艺. . 苏州日报. 2013-08-21  [2013-09-11]. （原始内容存档于2014-04-30） （中文（简体））.
125. 1 2 3 4 5 6 7 8 9 10 11 12  .   [2016-12-07]. （原始内容存档于2017-06-23）.
126. ↑  . 江苏省苏州中学.   [2016-06-15]. （原始内容存档于2017-04-15）.